# آلپوخارا د لا سیرا
الپوجارا دو لا سیرا (به اسپانیایی: Alpujarra de la Sierra) یک شهرستان در اسپانیا است.